# つっこみ養成ギプス ナイス★ツッコミ
『つっこみ養成ギプス ナイス★ツッコミ』（つっこみようせいギプス ナイスツッコミ）は、企画・販売をナムコ（後の「バンダイナムコゲームス」）が行い、メトロが下請けとして制作した2002年7月12日に発売した体感アーケードゲームである。

## 概要
プレイヤーは漫才コンビのツッコミ役となって、人形相手に相槌を打ったりツッコミを入れたりして漫才を上手に進めていき、ノルマ達成をめざす。

## ゲームのシステム
プレイヤーはまず漫才ネタの中から好きなものを選ぶ。ネタは1週目が9本、2週目が6本、3週目が5本の計20本。全て松竹芸能所属の9組の芸人による書き下ろしとなっている。ますだおかだのみ4本で、それ以外は2本ずつ。
ネタ選択後、画面でボケる相方のトークの間を読みつつ人形にアクションを加える。指示はテロップの色で表され、黒は「何もしてはいけない」、緑は「ペダルを踏んで相槌をうつ」、赤は「人形を叩いてツッコム」である。ツッコミの種類は叩く部位に応じて変化し、後頭部では「やかましわ!」、おでこでは「わけわからんわ!」、胸では「なんでやねん!」と3種類あり、ほかに「ノリツッコミ」がある。タイミングと内容に応じて評価が変化、評価が良ければ観客が増える。タイミングは「はやすぎ!」「はやっ!」「OK」「おそっ!」「おそすぎ!」で判定され、最も良いのは「OK」である。内容は良い順に「イケてる」「ボチボチ」「それちゃう」「アカン!」となる。
突っ込むべきところで突っ込まない・明らかに間違ったタイミングで突っ込んだ等のミスをすれば相方に怒られ（突っ込まないと「はよ突っ込め!」）観客が20人減る。ツッコミの種類とタイミングの両方が完璧ならば「ナイスツッコミ」となり、観客が20人増える。ネタ終了の時点で観客をノルマ以上に増やせば1週勝ち抜きとなり次のステージに進める。3週勝ち抜くとゲームクリアとなる。

## 特殊なツッコミ
相槌やツッコミを正しくこなすごとにアイテムゲージが貯まり、一気に観客が増やせる「ツッコミアイテム」が手に入る。使う場合は後頭部と胸の2箇所を同時に叩く。アイテムはゲージを貯め続ければハリセン（15人）→たらい（35人）→斧（60人）→手榴弾（90人）→スタンガン（125人）と5段階にパワーアップしていく。なお、アイテムを使うと、そのボケに対しツッコミにどこを使ったらいいのかが分かる。
突っ込むべきところでペダルを踏んで相槌をうつと「ノリツッコミ」モードに入り、通常と違う掛け合いが楽しめる。一度乗ったボケをさらに乗ることはできない。また、ネタの最後のボケはノリツッコミできず、やろうとすると「いつまでやっとんねん!」とミス扱いになる。ノリツッコミでナイスツッコミが発生するボケはネタ1本につき原則として1箇所（ごく一部のネタは2箇所）存在する。

## 反響
目の付け所の斬新さから、マスコミに多く取り上げられた。しかし、あまり受けずに姿を消した。欠点として以下のようなものがある。
- ドツキに対する人形の反応が悪い。叩いても感知されず、「はよ突っ込めや!」になる事が度々あった。一部番組では「ネタを完全に覚える事が高得点のカギ」という攻略法が紹介されていたが、実際にゲームに採用された芸人がゲームをやってみたところ、タイミングが合っていてもミスとカウントされる事が多々あった。
- ネタを覚えたとしても、どのタイミングでどのツッコミをするかは何度もプレイしてみなければ分からない。そのため、完全攻略には数多くのプレイが必要だった。
- 本作をプレイする際には1人で機械につっこむ勇気が必要。それを気にしてプレイしなかった人も多かった。
- 関西では名の知れていたものの、全国的には無名と言って差し支えない芸人のネタも収録されている。

## 登場する芸人
左から順にキャッチフレーズ・コンビ名・ネタのタイトル
- 「日本一のホラ吹き漫才」横山たかしひろし　大金持ちのホラ吹き男（1週目）　あぁ、つらいのぉ。（3週目）
- 「毒針漫才師!」シンデレラエキスプレス　シンプレ的社会問題（1週目）　シンプレ的環境問題（3週目）
- 「I am キロバトル」ますだおかだ　病院（1週目）　DJ（2週目）　旅行（2週目）　心霊写真（3週目）
- 「男二匹」TKO　ロボット（1週目）　ゲーム（2週目）
- 「屁理屈バーリトゥーダー」ダックスープ　世の中、わけわからん（1週目）　グルメ番組（2週目）
- 「浪花の紅い爪」アメリカザリガニ　カーチェイス（1週目）　レストラン（3週目）
- 「浪花の恋泥棒」Over Drive　喫茶店（1週目）　結婚相談所（3週目）
- 「きびだんごボーイズ」オーケイ　デート（1週目）　プロポーズ（2週目）
- 「モーレツ切り込み隊長」 オジンオズボーン　京都の女の子（1週目）　寿司屋（2週目）